# Puella Magi Madoka Magica - Parte 3 - La storia della ribellione
Puella Magi Madoka Magica - Parte 3 - La storia della ribellione (劇場版 魔法少女まどか☆マギカ［新編］叛逆の物語?, Gekijōban Mahō shōjo Madoka Magika [Shinpen] Hangyaku no monogatari, letteralmente Puella Magi Madoka Magica - Parte nuova - La storia della ribellione) è un film d'animazione del 2013 diretto da Akiyuki Shinbō e Yukihiro Miyamoto. Conosciuto a livello internazionale con il titolo Puella Magi Madoka Magica the Movie Part 3: Rebellion, si tratta del terzo ed ultimo capitolo della trilogia cinematografica ispirata all'anime Puella Magi Madoka Magica, collocato cronologicamente dopo la conclusione della serie televisiva e del secondo film.

## Trama
Madoka Kaname, Sayaka Miki, Kyoko Sakura e Mami Tomoe combattono contro degli esseri malvagi chiamati "Nightmare" che funestano la città di Mitakihara; durante i combattimenti, le ragazze sono affiancate da un Kyubey che parla emettendo solo dei versi e da un essere dal nome di Bebe.
Alla scuola media frequentata dalle ragazze, arriva una nuova studentessa, Homura Akemi, che si presenta subito alle ragazze dicendo di essere una maga anche lei. Insieme, le ragazze formano il "Puella Magi Holy Quintet" e combattono i Nightmare in gruppo; tuttavia, qualcosa non torna ad Homura.
Ricordi di quanto accaduto nella serie originale iniziano ad affiorare nella ragazza che riconosce in Bebe la strega Charlotte che uccise Mami, non spiegandosi inoltre la presenza di Sayaka e Madoka. Con l'aiuto di Kyoko, si rende conto di essere intrappolata in una dimensione che ha ricostruito alla perfezione la città di Mitakihara ed i suoi abitanti, ma che non permette a nessuno di lasciare il posto. Ben presto, Homura si scontra dapprima con Mami, ed in seguito si rende conto di essere intrappolata nel labirinto di una strega; evento che non dovrebbe essere possibile visto il sacrificio di Madoka che aveva fatto in modo che, una volta esaurita l'energia della Soul Gem, le maghe semplicemente svanissero nel nulla, portate via dalla divinità Madoka, impedendo quindi loro di tramutarsi in streghe.
La verità viene a galla quando Homura, dopo un confronto con Sayaka Miki, che dimostra di essere a conoscenza del vero destino di Madoka Kaname, scopre di essere lei la strega che ha creato il labirinto, e quindi la responsabile di questa realtà alternativa dove le maghe sono tutte vive e unite. Colui che ha reso possibile la trasformazione di Homura risulta essere Kyubey che, insieme, agli esseri della sua razza, non si spiegava il cosiddetto "Fenomeno della Ruota" e cioè perché, una volta esaurita l'energia della Soul Gem, le maghe venissero prelevate da qualche entità per essere nuovamente condotte all'inizio del loro ciclo e quindi il perché della loro estinzione; per questo motivo, gli Incubator rapirono Homura e posero la sua Soul Gem in un campo di interruzione energetica che la privasse di ogni ingerenza esterna, mettendo in moto un esperimento che mostrasse cosa accadeva ad una maga quando la sua Soul Gem si riempiva di impurità, una volta reso impossibile il "Fenomeno della Ruota". Di questo modo, ad Homura non era possibile tramutarsi del tutto in strega, ma le consentiva di poter sviluppare un mondo interiore. La falsa Mitakihara e tutti i suoi abitanti risultano essere il mondo interiore presente nella Soul Gem ormai impura di Homura Akemi.
Gli Incubator hanno fatto in modo che il campo di interruzione attorno alla Soul Gem di Homura fosse solo contro le ingerenze esterne, ma, se l'invito fosse partito da qualcuno che vi si trovasse già all'interno, in questo caso da Homura stessa, delle persone esterne potevano entrare; così, Homura, in maniera del tutto inconscia, ha catturato Mami Tomoe, Kyoko Sakura, Hitomi Shizuki, Kyōsuke Kamijō, la prof. Kazuko Saotome e la famiglia di Madoka per rendere plausibile la sua ricostruzione della città. Poiché la Soul Gem di Homura si stava esaurendo, Madoka, nella sua forma divina, doveva intervenire per impedire alla maga di tramutarsi in strega, ma, nelle condizioni del tutto singolari in cui gli Incubator avevano messo Homura, l'unica possibilità per il "Fenomeno della Ruota" di raggiungerla all'interno della Soul Gem, sarebbe stato quello della forma umana, così Madoka si era recata nel labirinto di Homura, facendosi accompagnare da Sayaka Miki e da Nagisa Momoe, nel frattempo divenute una sorta di sue aiutanti nello svolgimento delle mansioni da divinità, di modo che le due potessero ricordarle al momento opportuno la sua vera identità, liberandola dai falsi ricordi impiantati nel labirinto da Homura.
Essendo Madoka l'unica forma di vita del tutto insensata creata da Homura, ma tuttavia così precisamente inserita all'interno della falsa Mitakihara, la razza di Kyubey si rende conto che il "Fenomeno della Ruota" altri non è che Madoka Kaname, venendo così a conoscenza della realtà universale riscritta dalla ragazza, di cui neanche loro avevano memoria. Tuttavia, gli Incubator restano delusi quando si rendono conto che, per raggiungere Homura all'interno del labirinto/barriera, Madoka non solo ha assunto la sua forma umana, ma è stata soggetta alla riscrittura dei ricordi operata da Homura e, pertanto, ha anche perso i suoi poteri da dea, restando intrappolata all'interno del labirinto come semplice maga.
Gli Incubator volevano attendere all'interno del labirinto di Homura che Madoka si manifestasse come dea ed aiutasse la maga così da poter studiare il "Fenomeno della Ruota" ma poiché la ragazza era ormai giunta alla verità, Kyubey viene costretto ad affrontarla all'interno della fittizia Mitakihara nella speranza di convincere Homura a risvegliare anche Madoka per farsi aiutare a non tramutarsi in strega, in quello che, nel frattempo, sta prendendo le sembianze di un vero e proprio labirinto da strega. Gli Incubator vogliono prendere il controllo del "Fenomeno della Ruota" e cioè di Madoka, in modo da poter ripristinare la trasformazione delle maghe in streghe e tornare così a cibarsi dell'energia scaturita dalla metastasi tra speranza e disperazione.
Durante la resa dei conti fra Kyubey e Homura, si scopre quindi che Sayaka e Nagisa avevano agito in incognito per ingannare gli Incubator e recitato la parte assegnata loro da Homura per riuscire a salvarla, anche se la cosa si era protratta troppo a lungo. Nel frattempo Homura decide di dare libero sfogo alla sua disperazione pur di non risvegliare la divinità di Madoka e consegnarla agli Incubator, così aggrava di sua volontà la maledizione all'interno della barriera tramutandosi in quasi-strega, sperando così di morire all'interno del campo di interruzione posto attorno alla sua Soul Gem e lasciando che le altre maghe la uccidano privandosi della salvezza della sua anima da parte di Madoka, la quale non potrà intervenire se la sua Soul Gem non viene liberata. Sayaka e Nagisa rivelano a Madoka la verità su quanto sta accadendo e, insieme a Mami e Kyoko, combattono contro la strega Homura per rompere la barriera che le imprigiona ed impedire che l'anima della ragazza vada persa per sempre, riuscendo così a liberare tutti.
Al termine dello scontro, vengono liberate tutte le persone intrappolate nel labirinto, e appare Madoka nella sua forma divina per portare via lo spirito di Homura visto che la sua Soul Gem è sul procinto di esaurirsi, ma, con un gesto a sorpresa, la ragazza cattura Madoka. Venendo inibita, Madoka si divide in modo che il suo desiderio di eliminare le streghe possa persistere. Allo stesso tempo però, Homura sta interferendo col "Fenomeno della Ruota", il che le permette di divenire una divinità lei stessa. Tuttavia, essendo alimentata da qualcosa di più passionale della speranza e più profondo della disperazione, cioè l'amore/ossessione per Madoka, la sua Soul Gem si trasforma in qualcosa di diverso, che non è nemmeno un Grief Seed, tramutando Homura in un essere dall'enorme potere oscuro che lei stessa definisce "demone". Kyubey resta sconvolto da questo evento e comunica di voler rinunciare al progetto di dominio della razza umana tramite le maghe/streghe, affermando che le emozioni umane sono un potere troppo grande da poter controllare. Homura tuttavia, lo cattura, riferendogli di avere bisogno di lui per liberare la Terra dalle impurità generate dalle Bestie Magiche, per cui lo costringe a restare come suo collaboratore.
Il demone Homura, strappando Madoka al suo ruolo di divinità e reinserendola nella vita umana corrente, riscrive nuovamente le leggi dell'universo, e crea un mondo nel quale le maghe non si tramutano in streghe e combattono solo le "Bestie Magiche", e dove Mami e Kyoko sono vive in quanto mai uccise negli scontri con le streghe, ma inserendovi anche Sayaka e Nagisa come semplici maghe, e privandole, quindi, della condizione di entità superiori accordata loro dalla Madoka-dea. Solo Homura ha memoria di quanto successo e, come ultimo atto, ha un confronto con una sconvolta Sayaka che l'accusa di aver commesso qualcosa di orribile, ma Homura la imbonisce dicendole che in breve tempo dimenticherà tutto, come chiunque altro, che ha fatto quello che ha fatto per amore di Madoka e che, se qualcuno vorrà affrontarla in futuro, non si farà problemi ad essere nuovamente la cattiva da sconfiggere. Nonostante Madoka sia tornata umana, la dea in lei è ancora viva e molto probabilmente un giorno si risveglierà per confrontarsi con Homura.

## Colonna sonora
La colonna sonora dell'anime è stata affidata a Yuki Kajiura. La sigla di apertura è Colorful (カラフル?, Karafuru) delle ClariS, mentre la sigla di chiusura è Kimi no gin no niwa (君の銀の庭? lett. "Il tuo giardino d'argento") delle Kalafina, entrambi gruppi già responsabili delle sigle della serie principale.

## Distribuzione
Il film è stato proiettato nelle sale giapponesi il 26 ottobre 2013.
In Italia il film è uscito al cinema solo per mercoledì 2 luglio 2014, grazie alla seconda stagione del progetto Nexo Anime di Dynit e Nexo Digital. I blu-ray del film sono stati distribuiti a partire dal 2 aprile 2014 in Giappone e dall'8 aprile nel resto del mondo.

## Accoglienza
Jacob Hope Chapman di Anime News Network ha dato al film una valutazione di "B", elogiandone la storia, il simbolismo e i personaggi, descrivendolo come «splendido e straordinariamente creativo, molto più affascinante e intrattenente di quanto possa apparire», ma giudicando il cambio di personalità di Homura come qualcosa di troppo improvviso. Geoff Berkshire di Variety ha recensito il film, elogiando le animazioni di Gekidan Inu Curry e in particolar modo le sequenze della battaglia fra Homura e Mami. Robert Abele del Los Angeles Times ha descritto il film come un «viaggio folle e colorato», affermando come rispetto ai due film precedenti questo sia «di gran lunga il più stravagante».

### Incassi
Il film ha incassato 2 miliardi di yen in Giappone nei primi due mesi dall'uscita, raggiungendo la soglia di un miliardo dopo 13 giorni e superando il record di incassi di K-On! Movie. Secondo una classifica settimanale redatta da Oricon sulle copie di blu-ray, durante la prima settimana di distribuzione in Giappone il film si è piazzato in prima posizione nelle vendite con più di 130 000 copie, di cui più di 127 000 in formato edizione limitata.

## Riconoscimenti
Il film si è quasi candidato al Premio Oscar per il miglior film d'animazione 2014, arrivando tra i primi 20. Lo stesso anno ha vinto il premio di Notable Entry al Tokyo Anime Award.